# Georgi Aleksandrovitsj van Rusland

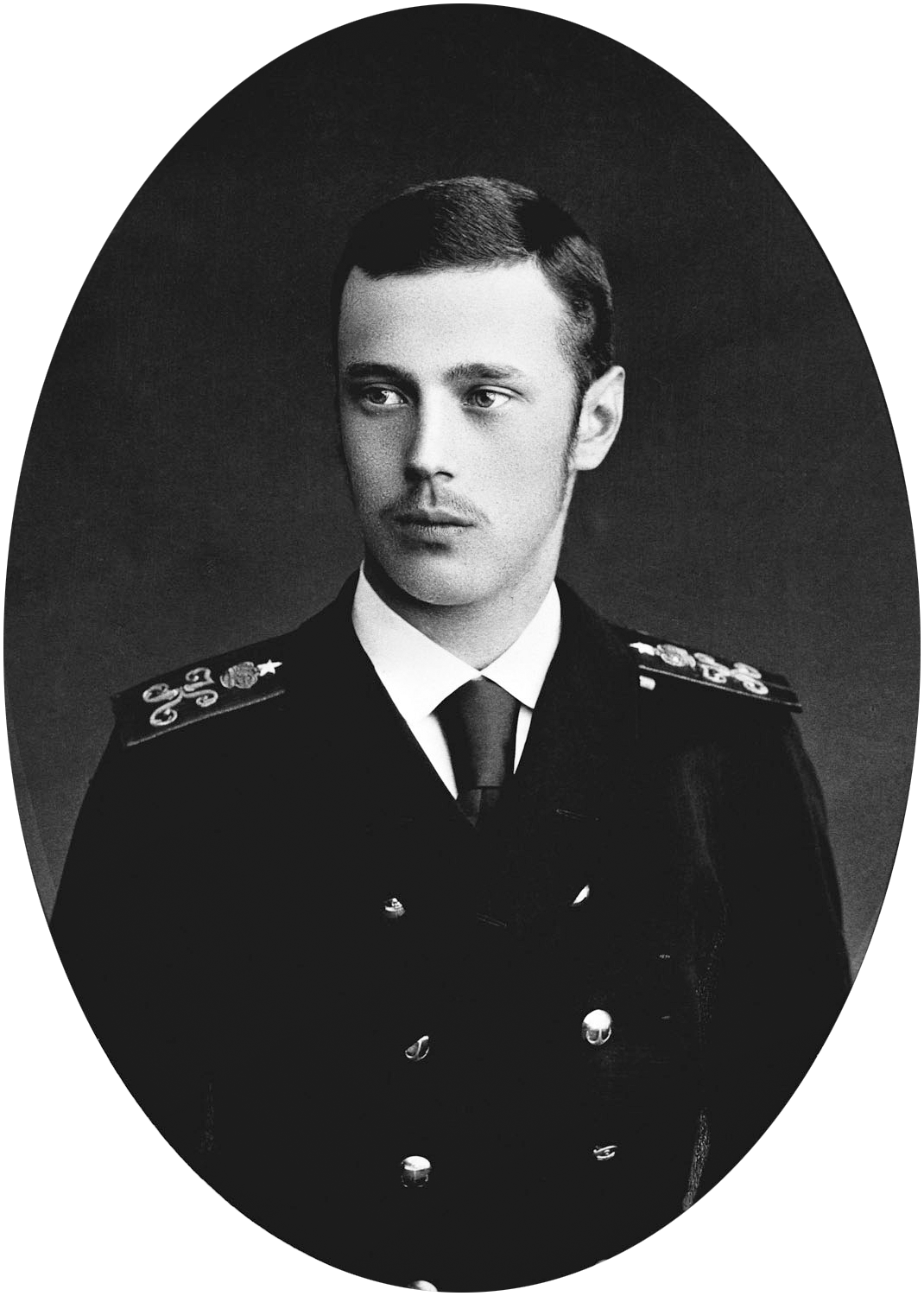
Grootvorst Georgi Aleksandrovitsj van Rusland

Georgi Aleksandrovitsj Romanov (Russisch: Георгий Александрович Романов, Georgij Alexandrovič Romanov) (Tsarskoje Selo, 6 mei 1871 – Abbas-Toeman, 9 augustus 1899), grootvorst van Rusland, was de derde zoon van tsaar Alexander III van Rusland en diens echtgenote Maria Fjodorovna. Bij zijn geboorte was zijn vader nog de troonopvolger van Rusland en droeg daarom de titel “tsarevitsj van Rusland”. Georgi was hierdoor derde in de lijn van troonopvolging, na zijn vader en zijn oudere broer Nicolaas. Zijn andere broer, Alexander, was een jaar voor zijn geboorte gestorven aan een hersenvliesontsteking. Zelf stierf hij ook jong, op 28-jarige leeftijd.

## Gezondheid en overlijden
Omdat de tsarina erg geschokt was door de bomaanslag waarbij haar schoonvader om het leven kwam, voedde ze haar kinderen erg bezorgd op. Ze kwamen nooit in contact met leeftijdgenootjes en waren op elkaar aangewezen. Zodoende ontstond er een zeer hechte vriendschap tussen Georgi en zijn oudere broer Nicolaas. Als klein kind was Georgi altijd erg gezond geweest, maar hoe ouder hij werd, hoe meer zijn gezondheid verslechterde. Hij was vaak ziek en had last van zijn ademhaling. In 1891 ging hij met zijn oudere broer op wereldreis. Hij had echter zoveel last van zijn gezondheid dat hij eerder moest terugkeren. In november 1894 stierf zijn vader en besteeg Nicolaas de troon. Omdat Nicolaas nog geen kinderen had, werd Georgi zijn opvolger en kreeg hij de titel “tsarevitsj”. Hij zou deze titel pas verliezen, zodra Nicolaas een zoon kreeg. Ondertussen verslechterde Georgi's conditie en in het begin van de jaren ‘90 kreeg hij tuberculose. Om hiervan te herstellen verhuisde hij naar Abbas-Toeman, een soort van kuuroord in de Kaukasus. Zijn toestand verbeterde niet en hij kon nooit meer terugkeren naar Sint-Petersburg. Hij stierf daar op 9 augustus 1899. De titel “tsarevitsj” ging over op zijn jongere broer, Michaël, en later op de zoon van Nicolaas, Aleksej.

## Kwartierstaat
| Nicolaas I van Rusland (1796–1855) | Nicolaas I van Rusland (1796–1855) | Nicolaas I van Rusland (1796–1855) | Nicolaas I van Rusland (1796–1855) | Nicolaas I van Rusland (1796–1855)   | Nicolaas I van Rusland (1796–1855)   | Charlotte van Pruisen (1798-1860)    | Charlotte van Pruisen (1798-1860)    | Charlotte van Pruisen (1798-1860)    | Charlotte van Pruisen (1798-1860)    | Charlotte van Pruisen (1798-1860)     | Charlotte van Pruisen (1798-1860)     |                                                   |                                                   | Lodewijk II van Hessen-Darmstadt (1777-1848)      | Lodewijk II van Hessen-Darmstadt (1777-1848)      | Lodewijk II van Hessen-Darmstadt (1777-1848)      | Lodewijk II van Hessen-Darmstadt (1777-1848)      | Lodewijk II van Hessen-Darmstadt (1777-1848) | Lodewijk II van Hessen-Darmstadt (1777-1848) | Wilhelmina van Baden (1788-1836)               | Wilhelmina van Baden (1788-1836)               | Wilhelmina van Baden (1788-1836)               | Wilhelmina van Baden (1788-1836)               | Wilhelmina van Baden (1788-1836)               | Wilhelmina van Baden (1788-1836)               |  |  | Frederik Willem van Sleeswijk- Holstein-Sonderburg-Glücksburg (1785-1831) | Frederik Willem van Sleeswijk- Holstein-Sonderburg-Glücksburg (1785-1831) | Frederik Willem van Sleeswijk- Holstein-Sonderburg-Glücksburg (1785-1831) | Frederik Willem van Sleeswijk- Holstein-Sonderburg-Glücksburg (1785-1831) | Frederik Willem van Sleeswijk- Holstein-Sonderburg-Glücksburg (1785-1831) | Frederik Willem van Sleeswijk- Holstein-Sonderburg-Glücksburg (1785-1831) | Louise Caroline van Hesse-Kassel (1789-1867) | Louise Caroline van Hesse-Kassel (1789-1867) | Louise Caroline van Hesse-Kassel (1789-1867)    | Louise Caroline van Hesse-Kassel (1789-1867)    | Louise Caroline van Hesse-Kassel (1789-1867)    | Louise Caroline van Hesse-Kassel (1789-1867)    |                                                 |                                                 | Willem van Hessen-Kassel (1787-1867) | Willem van Hessen-Kassel (1787-1867) | Willem van Hessen-Kassel (1787-1867)       | Willem van Hessen-Kassel (1787-1867)       | Willem van Hessen-Kassel (1787-1867)       | Willem van Hessen-Kassel (1787-1867)       | Louise Charlotte van Denemarken (1789-1864) | Louise Charlotte van Denemarken (1789-1864) | Louise Charlotte van Denemarken (1789-1864) | Louise Charlotte van Denemarken (1789-1864) | Louise Charlotte van Denemarken (1789-1864) | Louise Charlotte van Denemarken (1789-1864) |  |  |  |  |  |  |  |  |  |  |  |  |  |  |  |  |  |  |  |  |  |  |  |  |  |  |  |  |  |  |  |  |  |  |  |  |  |  |  |  |  |  |  |  |  |  |  |  |
| Nicolaas I van Rusland (1796–1855) | Nicolaas I van Rusland (1796–1855) | Nicolaas I van Rusland (1796–1855) | Nicolaas I van Rusland (1796–1855) | Nicolaas I van Rusland (1796–1855)   | Nicolaas I van Rusland (1796–1855)   | Charlotte van Pruisen (1798-1860)    | Charlotte van Pruisen (1798-1860)    | Charlotte van Pruisen (1798-1860)    | Charlotte van Pruisen (1798-1860)    | Charlotte van Pruisen (1798-1860)     | Charlotte van Pruisen (1798-1860)     |                                                   |                                                   | Lodewijk II van Hessen-Darmstadt (1777-1848)      | Lodewijk II van Hessen-Darmstadt (1777-1848)      | Lodewijk II van Hessen-Darmstadt (1777-1848)      | Lodewijk II van Hessen-Darmstadt (1777-1848)      | Lodewijk II van Hessen-Darmstadt (1777-1848) | Lodewijk II van Hessen-Darmstadt (1777-1848) | Wilhelmina van Baden (1788-1836)               | Wilhelmina van Baden (1788-1836)               | Wilhelmina van Baden (1788-1836)               | Wilhelmina van Baden (1788-1836)               | Wilhelmina van Baden (1788-1836)               | Wilhelmina van Baden (1788-1836)               |  |  | Frederik Willem van Sleeswijk- Holstein-Sonderburg-Glücksburg (1785-1831) | Frederik Willem van Sleeswijk- Holstein-Sonderburg-Glücksburg (1785-1831) | Frederik Willem van Sleeswijk- Holstein-Sonderburg-Glücksburg (1785-1831) | Frederik Willem van Sleeswijk- Holstein-Sonderburg-Glücksburg (1785-1831) | Frederik Willem van Sleeswijk- Holstein-Sonderburg-Glücksburg (1785-1831) | Frederik Willem van Sleeswijk- Holstein-Sonderburg-Glücksburg (1785-1831) | Louise Caroline van Hesse-Kassel (1789-1867) | Louise Caroline van Hesse-Kassel (1789-1867) | Louise Caroline van Hesse-Kassel (1789-1867)    | Louise Caroline van Hesse-Kassel (1789-1867)    | Louise Caroline van Hesse-Kassel (1789-1867)    | Louise Caroline van Hesse-Kassel (1789-1867)    |                                                 |                                                 | Willem van Hessen-Kassel (1787-1867) | Willem van Hessen-Kassel (1787-1867) | Willem van Hessen-Kassel (1787-1867)       | Willem van Hessen-Kassel (1787-1867)       | Willem van Hessen-Kassel (1787-1867)       | Willem van Hessen-Kassel (1787-1867)       | Louise Charlotte van Denemarken (1789-1864) | Louise Charlotte van Denemarken (1789-1864) | Louise Charlotte van Denemarken (1789-1864) | Louise Charlotte van Denemarken (1789-1864) | Louise Charlotte van Denemarken (1789-1864) | Louise Charlotte van Denemarken (1789-1864) |  |  |  |  |  |  |  |  |  |  |  |  |  |  |  |  |  |  |  |  |  |  |  |  |  |  |  |  |  |  |  |  |  |  |  |  |  |  |  |  |  |  |  |  |  |  |  |  |
|                                    |                                    |                                    |                                    |                                      |                                      |                                      |                                      |                                      |                                      |                                       |                                       |                                                   |                                                   |                                                   |                                                   |                                                   |                                                   |                                              |                                              |                                                |                                                |                                                |                                                |                                                |                                                |  |  |                                                                           |                                                                           |                                                                           |                                                                           |                                                                           |                                                                           |                                              |                                              |                                                 |                                                 |                                                 |                                                 |                                                 |                                                 |                                      |                                      |                                            |                                            |                                            |                                            |                                             |                                             |                                             |                                             |                                             |                                             |  |  |  |  |  |  |  |  |  |  |  |  |  |  |  |  |  |  |  |  |  |  |  |  |  |  |  |  |  |  |  |  |  |  |  |  |  |  |  |  |  |  |  |  |  |  |  |  |
|                                    |                                    |                                    |                                    | Alexander II van Rusland (1818–1881) | Alexander II van Rusland (1818–1881) | Alexander II van Rusland (1818–1881) | Alexander II van Rusland (1818–1881) | Alexander II van Rusland (1818–1881) | Alexander II van Rusland (1818–1881) |                                       |                                       |                                                   |                                                   |                                                   |                                                   | Marie van Hessen-Darmstadt (1824-1880)            | Marie van Hessen-Darmstadt (1824-1880)            | Marie van Hessen-Darmstadt (1824-1880)       | Marie van Hessen-Darmstadt (1824-1880)       | Marie van Hessen-Darmstadt (1824-1880)         | Marie van Hessen-Darmstadt (1824-1880)         |                                                |                                                |                                                |                                                |  |  |                                                                           |                                                                           |                                                                           |                                                                           | Christiaan IX van Denemarken (1818-1906)                                  | Christiaan IX van Denemarken (1818-1906)                                  | Christiaan IX van Denemarken (1818-1906)     | Christiaan IX van Denemarken (1818-1906)     | Christiaan IX van Denemarken (1818-1906)        | Christiaan IX van Denemarken (1818-1906)        |                                                 |                                                 |                                                 |                                                 |                                      |                                      | Louise van Hessen-Kassel (1817-1898)       | Louise van Hessen-Kassel (1817-1898)       | Louise van Hessen-Kassel (1817-1898)       | Louise van Hessen-Kassel (1817-1898)       | Louise van Hessen-Kassel (1817-1898)        | Louise van Hessen-Kassel (1817-1898)        |                                             |                                             |                                             |                                             |  |  |  |  |  |  |  |  |  |  |  |  |  |  |  |  |  |  |  |  |  |  |  |  |  |  |  |  |  |  |  |  |  |  |  |  |  |  |  |  |  |  |  |  |  |  |  |  |
|                                    |                                    |                                    |                                    | Alexander II van Rusland (1818–1881) | Alexander II van Rusland (1818–1881) | Alexander II van Rusland (1818–1881) | Alexander II van Rusland (1818–1881) | Alexander II van Rusland (1818–1881) | Alexander II van Rusland (1818–1881) |                                       |                                       |                                                   |                                                   |                                                   |                                                   | Marie van Hessen-Darmstadt (1824-1880)            | Marie van Hessen-Darmstadt (1824-1880)            | Marie van Hessen-Darmstadt (1824-1880)       | Marie van Hessen-Darmstadt (1824-1880)       | Marie van Hessen-Darmstadt (1824-1880)         | Marie van Hessen-Darmstadt (1824-1880)         |                                                |                                                |                                                |                                                |  |  |                                                                           |                                                                           |                                                                           |                                                                           | Christiaan IX van Denemarken (1818-1906)                                  | Christiaan IX van Denemarken (1818-1906)                                  | Christiaan IX van Denemarken (1818-1906)     | Christiaan IX van Denemarken (1818-1906)     | Christiaan IX van Denemarken (1818-1906)        | Christiaan IX van Denemarken (1818-1906)        |                                                 |                                                 |                                                 |                                                 |                                      |                                      | Louise van Hessen-Kassel (1817-1898)       | Louise van Hessen-Kassel (1817-1898)       | Louise van Hessen-Kassel (1817-1898)       | Louise van Hessen-Kassel (1817-1898)       | Louise van Hessen-Kassel (1817-1898)        | Louise van Hessen-Kassel (1817-1898)        |                                             |                                             |                                             |                                             |  |  |  |  |  |  |  |  |  |  |  |  |  |  |  |  |  |  |  |  |  |  |  |  |  |  |  |  |  |  |  |  |  |  |  |  |  |  |  |  |  |  |  |  |  |  |  |  |
|                                    |                                    |                                    |                                    |                                      |                                      |                                      |                                      |                                      |                                      | Alexander III van Rusland (1845–1894) | Alexander III van Rusland (1845–1894) | Alexander III van Rusland (1845–1894)             | Alexander III van Rusland (1845–1894)             | Alexander III van Rusland (1845–1894)             | Alexander III van Rusland (1845–1894)             |                                                   |                                                   |                                              |                                              |                                                |                                                |                                                |                                                |                                                |                                                |  |  |                                                                           |                                                                           |                                                                           |                                                                           |                                                                           |                                                                           |                                              |                                              |                                                 |                                                 | Dagmar van Denemarken (1847-1928)               | Dagmar van Denemarken (1847-1928)               | Dagmar van Denemarken (1847-1928)               | Dagmar van Denemarken (1847-1928)               | Dagmar van Denemarken (1847-1928)    | Dagmar van Denemarken (1847-1928)    |                                            |                                            |                                            |                                            |                                             |                                             |                                             |                                             |                                             |                                             |  |  |  |  |  |  |  |  |  |  |  |  |  |  |  |  |  |  |  |  |  |  |  |  |  |  |  |  |  |  |  |  |  |  |  |  |  |  |  |  |  |  |  |  |  |  |  |  |
|                                    |                                    |                                    |                                    |                                      |                                      |                                      |                                      |                                      |                                      | Alexander III van Rusland (1845–1894) | Alexander III van Rusland (1845–1894) | Alexander III van Rusland (1845–1894)             | Alexander III van Rusland (1845–1894)             | Alexander III van Rusland (1845–1894)             | Alexander III van Rusland (1845–1894)             |                                                   |                                                   |                                              |                                              |                                                |                                                |                                                |                                                |                                                |                                                |  |  |                                                                           |                                                                           |                                                                           |                                                                           |                                                                           |                                                                           |                                              |                                              |                                                 |                                                 | Dagmar van Denemarken (1847-1928)               | Dagmar van Denemarken (1847-1928)               | Dagmar van Denemarken (1847-1928)               | Dagmar van Denemarken (1847-1928)               | Dagmar van Denemarken (1847-1928)    | Dagmar van Denemarken (1847-1928)    |                                            |                                            |                                            |                                            |                                             |                                             |                                             |                                             |                                             |                                             |  |  |  |  |  |  |  |  |  |  |  |  |  |  |  |  |  |  |  |  |  |  |  |  |  |  |  |  |  |  |  |  |  |  |  |  |  |  |  |  |  |  |  |  |  |  |  |  |
|                                    |                                    |                                    |                                    |                                      |                                      |                                      |                                      |                                      |                                      |                                       |                                       |                                                   |                                                   |                                                   |                                                   |                                                   |                                                   |                                              |                                              |                                                |                                                |                                                |                                                |                                                |                                                |  |  |                                                                           |                                                                           |                                                                           |                                                                           |                                                                           |                                                                           |                                              |                                              |                                                 |                                                 |                                                 |                                                 |                                                 |                                                 |                                      |                                      |                                            |                                            |                                            |                                            |                                             |                                             |                                             |                                             |                                             |                                             |  |  |  |  |  |  |  |  |  |  |  |  |  |  |  |  |  |  |  |  |  |  |  |  |  |  |  |  |  |  |  |  |  |  |  |  |  |  |  |  |  |  |  |  |  |  |  |  |
|                                    |                                    |                                    |                                    |                                      |                                      |                                      |                                      |                                      |                                      |                                       |                                       |                                                   |                                                   |                                                   |                                                   |                                                   |                                                   |                                              |                                              |                                                |                                                |                                                |                                                |                                                |                                                |  |  |                                                                           |                                                                           |                                                                           |                                                                           |                                                                           |                                                                           |                                              |                                              |                                                 |                                                 |                                                 |                                                 |                                                 |                                                 |                                      |                                      |                                            |                                            |                                            |                                            |                                             |                                             |                                             |                                             |                                             |                                             |  |  |  |  |  |  |  |  |  |  |  |  |  |  |  |  |  |  |  |  |  |  |  |  |  |  |  |  |  |  |  |  |  |  |  |  |  |  |  |  |  |  |  |  |  |  |  |  |
|                                    |                                    |                                    |                                    | Nicolaas II van Rusland (1868–1918)  | Nicolaas II van Rusland (1868–1918)  | Nicolaas II van Rusland (1868–1918)  | Nicolaas II van Rusland (1868–1918)  | Nicolaas II van Rusland (1868–1918)  | Nicolaas II van Rusland (1868–1918)  |                                       |                                       | Alexander Aleksandrovitsj van Rusland (1869-1870) | Alexander Aleksandrovitsj van Rusland (1869-1870) | Alexander Aleksandrovitsj van Rusland (1869-1870) | Alexander Aleksandrovitsj van Rusland (1869-1870) | Alexander Aleksandrovitsj van Rusland (1869-1870) | Alexander Aleksandrovitsj van Rusland (1869-1870) |                                              |                                              | Georgi Aleksandrovitsj van Rusland (1871-1899) | Georgi Aleksandrovitsj van Rusland (1871-1899) | Georgi Aleksandrovitsj van Rusland (1871-1899) | Georgi Aleksandrovitsj van Rusland (1871-1899) | Georgi Aleksandrovitsj van Rusland (1871-1899) | Georgi Aleksandrovitsj van Rusland (1871-1899) |  |  | Xenia Aleksandrovna van Rusland (1875-1960)                               | Xenia Aleksandrovna van Rusland (1875-1960)                               | Xenia Aleksandrovna van Rusland (1875-1960)                               | Xenia Aleksandrovna van Rusland (1875-1960)                               | Xenia Aleksandrovna van Rusland (1875-1960)                               | Xenia Aleksandrovna van Rusland (1875-1960)                               |                                              |                                              | Michaël Aleksandrovitsj van Rusland (1878-1918) | Michaël Aleksandrovitsj van Rusland (1878-1918) | Michaël Aleksandrovitsj van Rusland (1878-1918) | Michaël Aleksandrovitsj van Rusland (1878-1918) | Michaël Aleksandrovitsj van Rusland (1878-1918) | Michaël Aleksandrovitsj van Rusland (1878-1918) |                                      |                                      | Olga Aleksandrovna van Rusland (1882-1960) | Olga Aleksandrovna van Rusland (1882-1960) | Olga Aleksandrovna van Rusland (1882-1960) | Olga Aleksandrovna van Rusland (1882-1960) | Olga Aleksandrovna van Rusland (1882-1960)  | Olga Aleksandrovna van Rusland (1882-1960)  |                                             |                                             |                                             |                                             |  |  |  |  |  |  |  |  |  |  |  |  |  |  |  |  |  |  |  |  |  |  |  |  |  |  |  |  |  |  |  |  |  |  |  |  |  |  |  |  |  |  |  |  |  |  |  |  |